# Limnophora narranderae
Limnophora narranderae este o specie de muște din genul Limnophora, familia Muscidae, descrisă de Malloch în anul 1925. Conform Catalogue of Life specia Limnophora narranderae nu are subspecii cunoscute.